# Dravidi
Dravidi su prastanovnici Indije i dijela Pakistana, jezično i etnički čine posebnu porodicu koja se sastoji od niza naroda. 
Tijekom IV. tisućljeća pr. Kr. pojavile su se prve neolitičke kulture u dolinama rijeka Ind i Rave. Nosioci tih kultura bili su Dravidi. Oni su u III. tisućljeću pr. Kr. razvili kulturu u gradovima Harappa na rijeci Ravi i Mohenjo Daro (Mohendžo Daro) na rijeci Ind. Dravidi su se bavili poljodjelstvom i obradom metala. Koristili su se pismom koje ni do danas nije odgonetnuto. Vjerojatno su štovali ženski kult plodnosti jer je nađen velik broj ženskih kipića.

## Ime
Dravidsko ime moglo bi imati korijen u riječi Drav ili dravya, u značenju, voda+ veed, rub, odnosno označava   'zemlju uz vodu' , ili  'zemlju omeđenu vodom' . Sanskrtska riječ Thravidh, prije bi mogla imati korijen u riječi Dravid, nego obrnuto, kako to tvrdi jagatguru Sri Chandrasekharendra Saraswathi. I u sanskrtskom riječ dravidah, označava regiju u južnoj Indiji čiji su prastanovnici Dravidi.
Udio Dravida u ukupnom stanovništvu Indije iznosi 25% (bijelci, 72%).

## Etnografija
Podjela
- Abujmaria (Hill Maria) u Madhya Pradeshu na planinama Abujmar;
- Adiyan ili Eravas u državama Kerala, Tamil Nadu, Karnataka;
- Alari ili Čatani (Chatans, Alars) u državi Kerala, distrikt Palghat;
- Aranadan, nazivani i Arnadan,  Eranadan; Tamil Nadu, Kerala, Karnataka;
- Awadhi, ovo pleme nazivano je i Abadi, Abohi, Ambodhi, Baiswari, Kojali i Kosali, a žive u državama Bihar, Madhya Pradesh i dijelu Uttar Pradesha;
- Badaga u značenju 'sjevernjaci', u brdima Kunda i Nilgiri, Tamil Nadu. Poznati su i kao Badag, Badagu, Badugu, Vadagu;
- Bazigar, Gujarat, Himachal Pradesh, Jammu i Kashmir, Madhya Pradesh, Karnataka. ;
- Bharia, Madhya Pradesh, Uttar Pradesh, Zapadni Bengal.
- BisonHorn Marias, distrikt Gadchiroli, Maharashtra i u Madhya Pradeshu;
- Brahui u Pakistanu, Afganistanu i nešto u Iranu;
- Chenswar i srodni Choncharu, žive u dravama Andhra Pradesh, Tamil Nadu, Karnataka i Orissa;
- Gadaba, Orissa;
- Gondi, Maharashtra. ;
- Hasalaru
- Irula, poznati kao najvrsniji poznavaoci zmija; niskoga su rasta;
- Kadar (pleme) - Kerala i Tamil Nadu
- Kaikadi, Maharashtra i Karnataka;
- Kamar, Madhya Pradesh. u Bengalu i Chota Nagpuru, Kamar je obrtnički termin u značenju "iron worker", nema srodnosti između ove kaste i etničke grupe Kamar;
- Kanarese (jezik im se zove kannada);
- Khond, Orissa, Andhra Pradesh, Madhya Pradesh, Tamil Nadu;
- Kodava,  Karnataka;
- Kolam (Kolavar, Kulme);
- Konda;
- Kota, planine Nilgiri ;
- Koya, Andhra Pradesh, Maharashtra, Madhya Pradesh, Orissa;
- Kurumba, Andhra Pradesh, Kerala, Tamil Nadu, Karnataka;
- Malapandaram,  Kerala;
- Malayali (govore malayalam);
- Malayekandi, govore jezikom vishavan, Kerala ;
- Oraon (Kurukh) u Indiji i Bangladešu;
- Tamili u državama Tamil Tadu u Indiji, nadalje na Cejlonu, i iseljeni u Bahreinu, Kataru, Reunion, Tajland, Ujedinjeni Arapski Emirati, Ujedinjeno Kraljevstvo, Mauricijus, Nizozemska, Njemačka, Malezija, Južnoafrička Republika;
- Telugu u Andhra Pradeshu, Malezija, Fidžiju, Singapuru;
- Toda, stočarski narod s Nilgiri planina u državama Orissa, Tamil Nadu;
- Tulu, u državama Andhra Pradesh, Kerala, Tamil Nadu, Maharashtra, Karnataka, Meghalaya;
- Urali, pleme u Tamil Nadu koje je proučavao Sam Mohanlal.
- Vellayan Kuppam Veluthonathunayar - Tamil Nadu
- Yanadi,  Andhra Pradesh, Tamil Nadu, Orissa;
- Yerava u državi Karnataka.

Život i običaji
Dravidi su grupa jezično srodnih naroda i plemena koji zajedno s Mundama na sjeveru čine prastanovništvo Indije. Slično kao i Indijanci, unutar sebe se razlikuju svojim izgledom, pa čak i rasnim tipom, jer i među njima nalazimo plemena veoma niskog rasta, kao što je to pleme Irula, pa se može zaključiti da je u pred-indoeuropska vremena dolazilo do jezične i kulturne asimilacije Negrita. U dolinama Inda preci Dravida podignuli su stotine gradova koji datiraju iz vremena oko 2500 godina prije Krista. Ovi gradovi mogli su imati oko 30,000 do 40,000 stanovnika i imali su sistem kanalizacija, a njegovi stanovnici uživali su i u vlastitim kupatilima. Najezdom Arijaca, koje danas poznajemo kao Hinduse ili Indijce Dravidi su pobijeđeni i spali su na kastu Šudra (Shudra; Śūdra), s jedinim pravom da služe trima višim varnama (kastama; Varnashrama dharma), to su svećenici (brahmini), plemići (kshatriya; क्षत्रिय), trgovci i seljaci (vaishyja; वैश्य; vaiśya). 
Dravidi danas žive poglavito od stočarstva i zemljoradnje. Pleme Toda razvilo je izrazitu stočarsku kulturu koja se temelji na bivolima i mlijeku. Među nekim zajednicima raširena je poliandrija.

## Vanjske poveznice
- A History of the People of the Indian Subcontinent in a Nutshell
- A Tale of Two Histories
- Dolmens, Hero Stones and the Dravidian People